# István Szilágyi
István Szilágyi, madžarski rokometaš, * 6. oktober 1950, Tököl.
Leta 1974 je v sestavi madžarske rokometne reprezentance postal svetovni prvak.
Leta 1976 je na poletnih olimpijskih igrah v Montrealu osvojil šesto mesto. Čez štiri leta je z reprezentanco osvojil 4. mesto .